# E. Sreedharan
E. Sreedharan (Elattuvalappil Sreedharan; Malayalam: ഇ. ശ്രീധരൻ; * 12. Juli 1932 im Karukaputhur, Kerala) ist ein indischer Ingenieur.
Sreedharan wurde durch die Fertigstellung der Konkan-Eisenbahn und des Delhi-Metro-Projekts bekannt. In beiden Fällen blieben die Projekte im Kostenrahmen und wurden schneller als geplant fertiggestellt.

## Frühe Jahre
E. Sreedharan stammt aus dem Dorf Karukaputhur im Distrikt Palakkad in Kerala. Der Nachname Elattuvalappil bezeugt seine Zugehörigkeit zu den Tharavad dieser Gegend Keralas, einer Art Landadel. Er war ein Mitschüler von T. N. Seshan, dem früheren Landeswahlleiter Indiens (Chief Election Commissioner of India). Später studierte er am Victoria College in Palakkad und graduierte als Ingenieur vom Government Engineering College, Kakinada (mittlerweile: Jawaharlal Nehru Technological University, JNTU). Nach einer kurzen Zeit als Dozent für Bauingenieurwesen am Government Polytechnic, Kozhikode und einem Jahr beim „Bombay Port Trust“ als Auszubildender begann er nach einem landesweiten Auswahlverfahren seine Arbeit bei Indian Railways als Ingenieur. Seine ersten Aufgaben übernahm er bei der Southern Railway als „Hilfsingenieur auf Probe“ im Dezember 1954.

## Staatsdienst
1964 spülte ein Zyklon Teile der Pamban-Brücke, die Rameswaram auf der Insel Pamban mit dem Festland Tamil Nadu verbindet, fort. Die Eisenbahn setzte als Ziel eine Wiederinbetriebnahme innerhalb von sechs Monaten, was Sreedharans Vorgesetzter auf drei Monate verkürzte. Das Projekt wurde Sreedharan übertragen, der die Brücke innerhalb von 46 Tagen wieder herstellte, wofür er den Railway Minister’s Award erhielt. 1970 wurde er als stellvertretender Chefingenieur verantwortlich für Planung, Entwurf und Umsetzung der Metro Kolkata eingesetzt, dem ersten U-Bahn-Projekt in Indien. Während seiner Zeit als „Chairman und Managing Director“ (CMD) der Werft in Kochi lief deren erstes Schiff, die „Rani Padmini“ vom Stapel. 1990 verließ er als Pensionär seinen Posten als Ingenieur bei Indian Railways.

## Arbeit als freier Berater

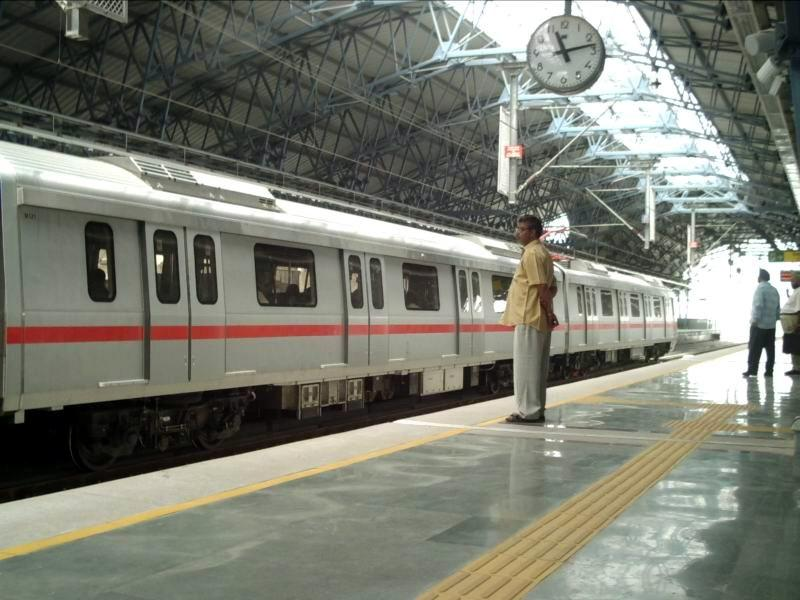
Ein Zug der Metro Delhi in einer Station.

Obwohl im Ruhestand, gewann ihn die Regierung 1990 als CMD der Konkan Railway. Sieben Jahre lang stand die Firma unter seiner Führung. Die neu zu bauende Eisenbahnstrecke war in vielerlei Hinsicht Neuland. Es war das erste Großprojekt in Indien, das auf Basis einer „Build – Operate – Transfer“ (BOT) Verfahrensweise durchgeführt wurde. Die Organisationsstruktur wich deutlich von anderen indischen Eisenbahnen ab. Auf einer Strecke von 82 km waren 93 Tunnel zu bauen, einige davon durch weichen Untergrund. Das Gesamtprojekt umfasste 760 km Strecke und 150 Brücken. Dass ein öffentliches Bauprojekt ohne größere Kostenüberschreitungen und Zeitverzögerungen realisiert werden konnte, wurde von vielen als große Leistung beurteilt.
Anschließend wurde er Managing Director der Metro Delhi, wo er maßgeblich dafür sorgte, dass bis 2005 alle geplanten Abschnitte zu oder sogar vor dem geplanten Termin eröffnet werden konnten und das geplante Budget nicht überschritten wurde. Hierfür wurde ihm in den Medien der Beiname „Metro Mann“ gegeben. 2005 wurde ihm durch die französische Regierung der Titel Ritter der Ehrenlegion verliehen. Obwohl er angekündigt hatte, Ende 2005 in Ruhestand zu gehen, hat sich seine Arbeit um noch einmal drei Jahre verlängert, um die zweite Phase des Ausbaus der Metro Delhi zu überwachen. Eine Bitte der Vereinigten Arabischen Emirate im Jahr 2005, den Bau der Metro in Dubai zu leiten, lehnte er mit Hinweis auf seine Aufgaben in Delhi ab.
Kürzlich wurde er von der pakistanischen Regierung gebeten, den Bau der Metro in Lahore zu leiten.

## Ehrungen und Auszeichnungen
- Railway Minister’s Award (1963)
- Padma Shri durch die indische Regierung (2001)
- Man of the Year der The Times of India (2002)
- Shri Om Prakash Bhasin Preis für herausragend professionelle Ingenieurarbeit (2002)
- CII (Confederation of Indian Industry) Juror’s Award für die Leitung der Infrastrukturentwicklung (2002–2003)
- One of Asia’s Heroes durch TIME (2003)
- AIMA (All India Management Association) award für Exzellenz im öffentlichen Sektor (2003)
- Dr. rer. nat. h.c. durch das IIT Delhi.[3]
- Bharat Shiromani award durch das Shiromani Institut, Chandigarh (2005)
- Ritter der Ehrenlegion durch die französische Regierung (2005)[2]
- CNN-IBN Inder des Jahres 2007: Öffentlicher Dienst (2008)[4]
- Padma Vibhushan durch die indische Regierung (2008)
- Mehrfarbiger Orden der Aufgehenden Sonne am Band (2013)[5]